# Championnat d'Europe de patinage artistique 1925
Navigation
Édition précédente Édition suivante
Le championnat d'Europe de patinage artistique 1925 a lieu du 7 au 8 février 1925 sur un lac gelé près de Triberg im Schwarzwald en Allemagne.

## Podium
| Épreuves                      | Or          | Argent            | Bronze          |
| ----------------------------- | ----------- | ----------------- | --------------- |
| Messieurs résultats détaillés | Willy Böckl | Werner Rittberger | Otto Preißecker |

## Tableau des médailles
| Rang  | Nation    | Or | Argent | Bronze | Total |
| ----- | --------- | -- | ------ | ------ | ----- |
| 1     | Autriche  | 1  | 0      | 1      | 2     |
| 2     | Allemagne | 0  | 1      | 0      | 1     |
| Total | Total     | 1  | 1      | 1      | 3     |

## Détails de la compétition Messieurs
| Rang | Nom               | Nation    | Places | Points | Fig. impo. | Prog. libre |
| ---- | ----------------- | --------- | ------ | ------ | ---------- | ----------- |
| 1    | Willy Böckl       | Autriche  |        |        |            |             |
| 2    | Werner Rittberger | Allemagne |        |        |            |             |
| 3    | Otto Preißecker   | Autriche  |        |        |            |             |
| 4    | Georges Gautschi  | Suisse    |        |        |            |             |
| 5    | Ludwig Wrede      | Autriche  |        |        |            |             |
| 6    | Paul Franke       | Allemagne |        |        |            |             |